# Chris Guccione
Chris Luke Guccione, né le 30 juillet 1985 à Melbourne, est un joueur de tennis australien, professionnel de 2003 à 2017.

## Carrière
Né d'un père italo-australien, il vit actuellement dans sa ville de naissance. Il mesure 2,01 m et pèse 91 kg. Il est gaucher. Il est entraîné par Brendan Lane. Il a remporté un premier titre en double en 2010. Il est réputé pour avoir un service des plus puissants (il était à 2 km/h de battre le record de Roddick, ayant servi à 248 km/h).
Il atteint sa première finale d'un tournoi ATP en janvier 2007 à Adélaïde qu'il perd contre Novak Djokovic (6-3, 66-7, 6-4). L'année suivante, un se qualifie pour une autre finale à Sydney. Il est cette fois battu en deux manches par Dmitri Toursounov (7-63, 7-64).
Chris Guccione a vu sa saison 2009 interrompue par une blessure sérieuse au tendon d'Achille. Il n'a repris le chemin des courts qu'à l'aube de la saison estivale, obtenant des résultats très mitigés dans des tournois de moindre catégorie. Redescendu un temps au-delà de la 500e place mondiale, il effectue une remontée discrète mais néanmoins régulière, aidée par une des meilleures mises en jeu de la planète. Ainsi, à la fin du mois de septembre 2010, il remporte un tournoi Future en Californie, puis il enchaîne avec un quart de finale au tournoi Challenger de Sacramento.
Depuis 2010, il joue principalement sur le circuit Challenger et joue régulièrement en double avec ses compatriotes Carsten Ball et Samuel Groth, ainsi que André Sá lors de ses dernières saisons.
Il a joué avec l'équipe d'Australie de Coupe Davis et notamment été le partenaire de Lleyton Hewitt en 2013.

## Palmarès

### Finales en simple messieurs
| No | Date       | Nom et lieu du tournoi                           | Catégorie   | Dotation  | Surface    | Vainqueur         | Score          |          |
| -- | ---------- | ------------------------------------------------ | ----------- | --------- | ---------- | ----------------- | -------------- | -------- |
| 1  | 01-01-2007 | Next Generation Adelaide International, Adélaïde | Int' Series | 411 000 $ | Dur (ext.) | Novak Djokovic    | 6-3, 66-7, 6-4 | Parcours |
| 2  | 07-01-2008 | Medibank International, Sydney                   | Int' Series | 440 000 $ | Dur (ext.) | Dmitri Toursounov | 7-63, 7-64     | Parcours |

### Titres en double messieurs
| No | Date       | Nom et lieu du tournoi                             | Catégorie | Dotation  | Surface      | Partenaire     | Finalistes                              | Score              |          |
| -- | ---------- | -------------------------------------------------- | --------- | --------- | ------------ | -------------- | --------------------------------------- | ------------------ | -------- |
| 1  | 05-07-2010 | Campbell’s Hall of Fame Championships Newport (RI) | ATP 250   | 442 500 $ | Gazon (ext.) | Carsten Ball   | Santiago González Travis Rettenmaier    | 6-3, 6-4           | Parcours |
| 2  | 07-07-2014 | Hall of Fame Tennis Championships Newport (RI)     | ATP 250   | 474 005 $ | Gazon (ext.) | Lleyton Hewitt | Jonathan Erlich Rajeev Ram              | 7-5, 6-4           | Parcours |
| 3  | 14-07-2014 | Claro Open Colombia Bogota                         | ATP 250   | 663 610 $ | Dur (ext.)   | Sam Groth      | Nicolás Barrientos Juan Sebastián Cabal | 7-65, 63-7, [11-9] | Parcours |
| 4  | 21-06-2015 | Aegon Open Nottingham Nottingham                   | ATP 250   | 589 160 € | Gazon (ext.) | André Sá       | Pablo Cuevas David Marrero              | 6-2, 7-5           | Parcours |
| 5  | 11-07-2016 | Hall of Fame Tennis Championships Newport (RI)     | ATP 250   | 515 025 $ | Gazon (ext.) | Sam Groth      | Jonathan Marray Adil Shamasdin          | 6-4, 6-3           | Parcours |

### Finales en double messieurs
| No | Date       | Nom et lieu du tournoi                          | Catégorie   | Dotation    | Surface      | Vainqueurs                          | Partenaire      | Score             |          |
| -- | ---------- | ----------------------------------------------- | ----------- | ----------- | ------------ | ----------------------------------- | --------------- | ----------------- | -------- |
| 1  | 31-12-2007 | Next Generation Adelaide International Adélaïde | Int' Series | 440 000 $   | Dur (ext.)   | Martín García Marcelo Melo          | Robert Smeets   | 6-3, 3-6, [10-7]  | Parcours |
| 2  | 22-09-2014 | Shenzhen Open Shenzhen                          | ATP 250     | 590 230 $   | Dur (ext.)   | Jean-Julien Rojer Horia Tecău       | Sam Groth       | 6-4, 7-64         | Parcours |
| 3  | 13-10-2014 | Kremlin Cup Moscou                              | ATP 250     | 776 620 $   | Dur (int.)   | František Čermák Jiří Veselý        | Sam Groth       | 7-62, 7-5         | Parcours |
| 4  | 28-09-2015 | Shenzhen Open Shenzhen                          | ATP 250     | 607 940 $   | Dur (ext.)   | Jonathan Erlich Colin Fleming       | André Sá        | 6-1, 63-7, [10-6] | Parcours |
| 5  | 04-01-2016 | Brisbane International by Suncorp Brisbane      | ATP 250     | 404 780 $   | Dur (ext.)   | Henri Kontinen John Peers           | James Duckworth | 7-64, 6-1         | Parcours |
| 6  | 18-04-2016 | BRD Nastase Tiriac Trophy Bucarest              | ATP 250     | 463 520 €   | Terre (ext.) | Florin Mergea Horia Tecău           | André Sá        | 7-5, 6-4          | Parcours |
| 7  | 13-06-2016 | AEGON Championships Londres                     | ATP 500     | 1 802 945 € | Gazon (ext.) | Pierre-Hugues Herbert Nicolas Mahut | André Sá        | 6-3, 7-65         | Parcours |

## Parcours dans les tournois duGrand Chelem

### En simple
| Année | Open d'Australie | Open d'Australie | Internationaux de France | Internationaux de France | Wimbledon       | Wimbledon    | US Open         | US Open     |
| ----- | ---------------- | ---------------- | ------------------------ | ------------------------ | --------------- | ------------ | --------------- | ----------- |
| 2004  | 2e tour (1/32)   | R. Ginepri       | —                        | —                        | —               | —            | —               | —           |
| 2005  | 1er tour (1/64)  | G. Cañas         | 2e tour (1/32)           | P.-H. Mathieu            | —               | —            | —               | —           |
| 2006  | 1er tour (1/64)  | I. Ljubičić      | —                        | —                        | —               | —            | —               | —           |
| 2007  | 1er tour (1/64)  | O. Rochus        | 1er tour (1/64)          | K. Economidis            | 2e tour (1/32)  | N. Davydenko | 1er tour (1/64) | D. Young    |
| 2008  | 1er tour (1/64)  | Lee H-t.         | 1er tour (1/64)          | N. Devilder              | 1er tour (1/64) | I. Bozoljac  | 2e tour (1/32)  | R. Štěpánek |
| 2009  | 2e tour (1/32)   | G. Simon         | —                        | —                        | —               | —            | 1er tour (1/64) | P. Cuevas   |

N.B. : à droite du résultat se trouve le nom de l'ultime adversaire.

### En double
| Année | Open d'Australie              | Open d'Australie          | Internationaux de France     | Internationaux de France  | Wimbledon                   | Wimbledon                | US Open                  | US Open                         |
| ----- | ----------------------------- | ------------------------- | ---------------------------- | ------------------------- | --------------------------- | ------------------------ | ------------------------ | ------------------------------- |
| 2004  | 1er tour (1/32) L. Bourgeois  | K. Braasch S. Sargsian    | —                            | —                         | —                           | —                        | —                        | —                               |
| 2005  | 1er tour (1/32) N. Healey     | M. Bhupathi T. Woodbridge | —                            | —                         | —                           | —                        | —                        | —                               |
| 2006  | 1er tour (1/32) N. Healey     | J. Coetzee R. Wassen      | —                            | —                         | —                           | —                        | —                        | —                               |
| 2007  | 1er tour (1/32) P. Baccanello | F. Čermák J. Levinský     | —                            | —                         | —                           | —                        | —                        | —                               |
| 2008  | 1er tour (1/32) P. Luczak     | C. Ball A. Feeney         | 1er tour (1/32) L. Hewitt    | M. Granollers S. Ventura  | —                           | —                        | —                        | —                               |
| 2009  | 1/8 de finale C. Ball         | Ł. Kubot O. Marach        | —                            | —                         | 3e tour (1/8) F. Moser      | Ł. Kubot O. Marach       | 1/4 de finale C. Ball    | Bob Bryan Mike Bryan            |
| 2010  | —                             | —                         | 1er tour (1/32) C. Ball      | Mardy Fish M. Knowles     | 1/8 de finale C. Ball       | Bob Bryan Mike Bryan     | 1er tour (1/32) C. Ball  | J. Benneteau M. Llodra          |
| 2011  | 1/8 de finale C. Ball         | M. Mirnyi D. Nestor       | 2e tour (1/16) J. Murray     | Bob Bryan Mike Bryan      | 2e tour (1/16) A. Shamasdin | C. Ball S. González      | —                        | —                               |
| 2012  | 1er tour (1/32) M. Ebden      | M. Bhupathi R. Bopanna    | —                            | —                         | 1/8 de finale L. Hewitt     | S. Lipsky Rajeev Ram     | —                        | —                               |
| 2013  | 1er tour (1/32) J. Duckworth  | S. Groth Matt Reid        | —                            | —                         | 2e tour (1/16) S. Groth     | Max Mirnyi Horia Tecău   | 2e tour (1/16) B. Tomic  | M. Granollers Marc López        |
| 2014  | 1er tour (1/32) T. Kokkinakis | Ivan Dodig M. Melo        | 1er tour (1/32) L. Hewitt    | Łukasz Kubot R. Lindstedt | 1/8 de finale L. Hewitt     | J. Knowle M. Melo        | 2e tour (1/16) S. Groth  | A. Peya Bruno Soares            |
| 2015  | 2e tour (1/16) L. Hewitt      | J.-J. Rojer Horia Tecău   | 1er tour (1/32) J. Duckworth | Daniel Nestor L. Paes     | 1er tour (1/32) André Sá    | J. S. Cabal Robert Farah | 1er tour (1/32) André Sá | Daniel Nestor É. Roger-Vasselin |
| 2016  | 1er tour (1/32) André Sá      | Bob Bryan Mike Bryan      | 1/8 de finale André Sá       | Ivan Dodig M. Melo        | 1er tour (1/32) André Sá    | Mate Pavić Michael Venus | 1/4 de finale André Sá   | Jamie Murray Bruno Soares       |
| 2017  | 1/4 de finale Sam Groth       | H. Kontinen John Peers    | —                            | —                         | —                           | —                        | —                        | —                               |
| 2020  | 2e tour (1/16) Matt Reid      | Ivan Dodig Filip Polášek  |                              |                           | Annulé                      | Annulé                   | —                        | —                               |

N.B. : le nom du ou de la partenaire se trouve sous le résultat ; le nom des ultimes adversaires se trouve à droite.

### En double mixte
N.B. : le nom de la partenaire se trouve sous le résultat ; le nom des ultimes adversaires se trouve à droite.

## Parcours dans lesMasters 1000
| Année | Indian Wells      | Miami             | Monte-Carlo | Rome | Hambourg puis Madrid | Canada | Cincinnati               | Madrid puis Shanghai | Paris |
| ----- | ----------------- | ----------------- | ----------- | ---- | -------------------- | ------ | ------------------------ | -------------------- | ----- |
| 2007  | 1er tour F. López | 1er tour F. Serra | —           | —    | —                    | —      | —                        | —                    | —     |
| 2008  | —                 | —                 | —           | —    | —                    | —      | 2e tour F. Verdasco      | —                    | —     |
| 2009  | —                 | —                 | —           | —    | —                    | —      | 1/8 de finale T. Berdych | —                    | —     |
| 2010  | —                 | —                 | —           | —    | —                    | —      | —                        | —                    | —     |
| 2011  | 1er tour J. Blake | —                 | —           | —    | —                    | —      | —                        | —                    | —     |

N.B. : sous le résultat se trouve le nom de l’ultime adversaire.

### Classements ATP en fin de saison
| Année          | 2002 | 2003 | 2004 | 2005 | 2006 | 2007 | 2008 | 2009 | 2010 | 2011 | 2012 | 2013 | 2014 | 2015 | 2016 |
| Rang en simple | 881  | 459  | 297  | 149  | 152  | 102  | 81   | 136  | 379  | 257  | 566  | 516  | 971  | -    | -    |
| Rang en double | 821  | 410  | 464  | 228  | 222  | 522  | 218  | 67   | 129  | 98   | 150  | 82   | 38   | 59   | 42   |

Source : (en) Classements de Chris Guccione sur le site officiel de la Fédération internationale de tennis